# Cerastes
Genre
Cerastes est un genre de serpents de la famille des Viperidae. Il comprend des espèces venimeuses à cornes que l'on rencontre dans les déserts et zones semi-arides du Moyen-Orient et du Nord de l'Afrique.

## Description

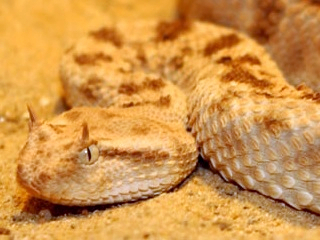
"cornes" de Cerastes cerastes

Ce sont des serpents dont la taille varie de 25 à 80 cm selon les espèces, d'aspect plutôt trapu. La tête est assez plate, large, se démarquant nettement du corps. Certains individus présentent deux "cornes" en écaille au-dessus des yeux, ces derniers ayant une pupille verticale. Les cornes ne sont présentes que chez les espèces C. cerastes et C. gasperetii, bien qu'au sein d'une même population certains individus en soient dépourvus. Ils sont de couleur gris, jaune, marron ou brun selon les espèces, avec des motifs irréguliers.
Ils sont ovipares bien que chez C. vipera les œufs éclosent quelques heures après la ponte.

## Répartition
Les quatre espèces de ce genre se rencontrent dans le nord de l'Afrique et au Moyen-Orient.

## Habitat
Les Cerastes vivent dans des déserts, semi-déserts et zones rocheuses.

## Comportement
C'est un genre nocturne et terrestre, qui se dissimule dans le sable et pouvant se déplacer assez rapidement dans cet environnement. Lorsqu'ils s'enterrent ces animaux ne laissent dépasser que leur museau et leurs yeux (vidéo sur en:). Ce camouflage dans le sable leur permet d'attendre leurs proies mais également de se protéger de la chaleur. Durant l'hiver certaines espèces peuvent adopter un comportement diurne.

## Alimentation
Ce sont des animaux carnivores qui chassent les petits rongeurs et les lézards.

## Liste des espèces
Selon The Reptile Database (25 janvier 2014) :
- Cerastes boehmei Wagner & Wilms, 2010
- Cerastes cerastes (Linnaeus, 1758) - Vipère à cornes
- Cerastes gasperettii Leviton & Anderson, 1967
- Cerastes vipera (Linnaeus, 1758)

## Publication originale
- Laurenti, 1768 : Specimen medicum, exhibens synopsin reptilium emendatam cum experimentis circa venena et antidota reptilium austriacorum, Vienna Joan Thomae, p. 1-217 (texte intégral).